# ديفيد جوي
ديفيد جوي (بالإنجليزية: David Joy) (23 سبتمبر 1943 في المملكة المتحدة - ) هو لاعب كرة قدم بريطاني في مركز الدفاع. لعب مع نادي يورك سيتي وهدرسفيلد تاون وسبنيمور تاون ‏.